# 墨西哥囊鼠屬
墨西哥囊鼠屬（學名：Pappogeomys），囓齒目囊鼠科的一屬。

## 下属物种
墨西哥囊鼠屬包括約9種，其中包括：
- Alcorn囊鼠 (Pappogeomys alcorni)
- Buller囊鼠 (Pappogeomys bulleri)